# Вороны (Котелевский район)
Вороны (укр. Ворони) — село,
Козловщинский сельский совет,
Котелевский район,
Полтавская область,
Украина.
Код КОАТУУ — 5322281902. Население по переписи 2001 года составляло 19 человек.

## Географическое положение
Село Вороны находится на левом берегу реки Ворскла,
выше по течению на расстоянии в 4 км расположено село Подваровка,
ниже по течению на расстоянии в 2,5 км расположено село Глоды,
на противоположном берегу — село Слиньков Яр и Гавронцы.
Село окружено большим лесным массивом урочище Коржевые Могилы (сосна).